# 西岗街道
西岗街道是中国江苏省南京市栖霞区下辖的一个街道，成立于2009年8月3日。街道东接句容市宝华镇，西至九乡河，北到312国道，南邻江宁区汤山街道，包括西岗果牧场（2006年1月划归仙林大学城管理）、摄山星城以及2011年5月5日从汤山街道划入的桦墅村和孟北村，辖区面积37.63平方公里，人口2.66万人，下辖4个社区和2个行政村。

## 行政区划
西岗街道下辖：
西岗社区、摄山星城闻兰社区、摄山星城观梅社区、摄山星城听竹社区、钟山矿社区、孟北村和桦墅村。